# Algoritmo de cobertura
El algoritmo de cobertura es utilizado dentro del ámbito de la inteligencia artificial. Su uso se engloba en la búsqueda de reglas en él dado un conjunto de ejemplos de entrenamiento.
El objetivo del algoritmo de cobertura es la obtención de una regla de la forma:
SI conjunción de pares <atributo, valor> ENTONCES atributo-objetivo = valor
Donde la conjunción de pares <atributo, valor> es de la forma:
atributo = valor

## El algoritmo
```
Aprendizaje-por-Cobertura
(D, Atributo-objetivo, v)
  Hacer Reglas-aprendidas igual a vacío
  Hacer E igual a D
  Mientras E contenga ejemplos cuyo valor de Atributo-objetivo es v, hacer:
     Crear una regla R sin condiciones y conclusión Atributo-objetivo=v
     Mientras que haya en E ejemplos cubiertos por R incorrectamente
       y queden atributos que usar, hacer:
        Elegir la MEJOR condición A=w para añadir a R, donde A es
          un atributo que no aparece en R y w es un valor de los
          posibles que puede tomar A
        Actualizar R añadiendo la condición A=w a R
     Incluir R en Reglas-aprendidas
     Actualizar E quitando los ejemplos cubiertos por R
  Devolver Reglas-Aprendidas
```

El algoritmo se compone de dos bucles anidados. El bucle externo busca la obtención de reglas el valor del atributo objetivo pasado v. El bucle interno construye la conjunción de pares <atributo, valor> que contengan ejemplos con dicho valor de objetivo y así crear la regla. Como en una pasada del bucle interno pueden quedar ejemplos sin cubrir se deben crear nuevas reglas para dicho par atributo-objetivo = valor
La ausencia de una condición se suele representar con el símbolo ?

## Elección de la MEJOR condición
Para la elección de la mejor condición hay diversos métodos
- Mayor frecuencia relativa en ejemplos en los que el atributo objetivo contiene v
- Mayor ganancia de información por entropía:{\displaystyle \left\vert p\right\vert \left(\log _{2}{\frac {\left\vert p'\right\vert }{\left\vert t'\right\vert }}-\log _{2}{\frac {\left\vert p\right\vert }{\left\vert t\right\vert }}\right)}

Donde p y t son los conjuntos de casos positivos y totales. Los p' y t' son los conjuntos positivos y totales que quedarán una vez añadida la condición.

## Ejemplo
| Ej. | Edad          | Diagnóstico  | Astigmatismo | Lágrima  | Lente   |
| --- | ------------- | ------------ | ------------ | -------- | ------- |
| E1  | Joven         | Miope        | -            | Reducida | Ninguna |
| E2  | Joven         | Miope        | -            | Normal   | Blanda  |
| E3  | Joven         | Miope        | +            | Reducida | Ninguna |
| E4  | Joven         | Miope        | +            | Normal   | Rígida  |
| E5  | Joven         | Hipermétrope | -            | Reducida | Ninguna |
| E6  | Joven         | Hipermétrope | -            | Normal   | Blanda  |
| E7  | Joven         | Hipermétrope | +            | Reducida | Ninguna |
| E8  | Joven         | Hipermétrope | +            | Normal   | Rígida  |
| E9  | Pre-presbicia | Miope        | -            | Reducida | Ninguna |
| E10 | Pre-presbicia | Miope        | -            | Normal   | Blanda  |
| E11 | Pre-presbicia | Miope        | +            | Reducida | Ninguna |
| E12 | Pre-presbicia | Miope        | +            | Normal   | Rígida  |
| E13 | Pre-presbicia | Hipermétrope | -            | Reducida | Ninguna |
| E14 | Pre-presbicia | Hipermétrope | -            | Normal   | Blanda  |
| E15 | Pre-presbicia | Hipermétrope | +            | Reducida | Ninguna |
| E16 | Pre-presbicia | Hipermétrope | +            | Normal   | Ninguna |
| E17 | Presbicia     | Miope        | -            | Reducida | Ninguna |
| E18 | Presbicia     | Miope        | -            | Normal   | Ninguna |
| E19 | Presbicia     | Miope        | +            | Reducida | Ninguna |
| E20 | Presbicia     | Miope        | +            | Normal   | Rígida  |
| E21 | Presbicia     | Hipermétrope | -            | Reducida | Ninguna |
| E22 | Presbicia     | Hipermétrope | -            | Normal   | Blanda  |
| E23 | Presbicia     | Hipermétrope | +            | Reducida | Ninguna |
| E24 | Presbicia     | Hipermétrope | +            | Normal   | Ninguna |

En la primera pasada de bucle externo para Lente = Rígida
Si ? Entonces Lente = Rígida
En la primera pasada del bucle interno la mejor frecuencia relativa hace escoger:
Si Astigmatismo = + Y ? Entonces Lente = Rígida
En la segunda pasada bucle interno la mejor frecuencia relativa hace escoger:
Si Astigmatismo = + Y Lágrima = Normal Y ? Entonces Lente = Rígida
Como la frecuencia relativa es 1 entonces se obtiene esta regla:
Si Astigmatismo = + Y Lágrima = Normal Entonces Lente = Rígida
Al haber casos de lente= Rígida cubiertos incorrectamente se procede a continuar la búsqueda de nuevas reglas eliminando los casos ya usados en el bucle externo.